# Cleopa Msuya
Cleopa David Msuya (regio Kilimanjaro, 4 januari 1931 – Dar es Salaam, 7 mei 2025) was een Tanzaniaans politicus. Hij was premier van Tanzania van 7 november 1980 t/m 24 februari 1983 en van 7 december 1994 t/m 28 november 1995. Van 1994 t/m 1995 was hij ook vicepresident van zijn land.

## Biografie
Msuya werd geboren in Usangi, in het district Mwanga van de regio Kilimanjaro. Hij studeerde aan de Universiteit van Makerere van 1952 tot 1955 en werkte van 1956 tot 1964 in de plattelandsontwikkeling. Van 1964 tot 1972 was hij permanent secretaris bij achtereenvolgens het ministerie van Volksontwikkeling en Cultuur, het ministerie van Economische Zaken en Planning en het ministerie van Financiën.
Hij werd minister van Financiën op 18 februari 1972 en bekleedde die functie tot hij minister van Industrie en Handel werd op 3 november 1975. Na vijf jaar als minister van Industrie werd hij in november 1980 premier van Tanzania. Die positie vervulde hij tot februari 1983; waarna hij weer minister van Financiën werd. Op 6 november 1985 werd zijn portefeuille uitgebreid en werd hij minister van Financiën, Economische Zaken en Planning tot maart 1989. Van maart 1989 tot december 1990 was hij weer minister van Financiën, en van maart 1990 tot december 1994 minister van Industrie en Handel.
In december 1994 werd Msuya voor de tweede keer premier en tevens vicepresident. Hij diende in die posities tot november 1995. Bij de parlementsverkiezingen van 1995 werd hij verkozen tot lid van de Nationale Vergadering. Op 29 oktober 2000 ging hij met pensioen.
Msuya overleed op 7 mei 2025 op 94-jarige leeftijd.
- Gemeinsame Normdatei: 1153852322
- Virtual International Authority File: 51152079148307112217

Kawawa ·
Sokoine ·
Msuya ·
Sokoine ·
Salim ·
Warioba ·
Malecela ·
Msuya ·
Sumaye ·
Lowassa ·
Pinda ·
Majaliwa